# 石本政晶
石本 政晶（いしもと まさあき、1988年2月15日 - ）は、東京都出身の俳優。所属事務所はHigh Endz（ハイエンド）。

## 経歴
東京都出身。高校卒業後、横浜リハビリテーション専門学校 作業療法学科卒業。作業療法免許取得後、演劇集団 円 円 演劇研究所本科に入所。2015年より劇団アマヤドリに入団（約2年間在籍した後に退団）。2016年より株式会社アニモプロデュースに所属。2020年よりHigh Endz（ハイエンド）所属。
2018年より向学のためtori studioに在籍中。basic classからadvanced classまでをスタジオ史上過去最短である19ヶ月で修了し、現在はprofessional classに在籍。
また、中学生時代よりNHK教育テレビ『天才ビットくん』、寺島情報企画にてイラストレーターとしても活動。その後、各種宣伝ヴィジュアル・宣伝動画などを手掛けるなど、デザイナー・クリエーターとしても幅広く活動している。

## 人物
- 劇団在籍時[1]には、持ち前のスキル（グラフィックデザイン、動画の編集）を活かし、公演サブヴィジュアル・公演宣伝動画・公演パンフレットのデザインなども担当しており、舞台制作者向けのワークショップにも参加するなどして、俳優業の傍ら、劇団内では情宣活動も積極的に担当していた[8]。

## 出演作品

### 映画
- 中田秀夫監督『嘘喰い』（2022年）- 人主役
- 金子雅和監督『リング・ワンダリング』（2022年）- 田中忠一役
- 劇団ひとり監督『浅草キッド』（2021年）- 日本放送演芸大賞の司会者役
- 宮本正樹監督『国民の選択』（2021年）- 桐山役
- 金賢奎監督『クリスマスに残ったもの』（2018年／自主制作映画）- 鈴木卓也役
- 佐々部清監督『ゾウを撫でる』（2017年）- マネージャー役

### TV
- NHK 「鎌倉殿の13人」（2022年）
- フジテレビ「イチケイのカラス」第10話（2021年）- 救急隊員役（監督：森脇智延）
- NETFLIX ORIGINAL SERIES「今際の国のアリス」episode8（2020年）- でぃいらぁ役（監督：佐藤信介）
- 日本テレビ「未満警察 ミッドナイトランナー」第3話（2020年）- 交番警官役（監督：南雲聖一）
- 連続ドラマW「太陽は動かない-THE ECLIPSE-」episode5（2020年）- 松田役（監督：羽住英一郎）
- 月曜プレミア8「機捜235」（2020年） - 西川警察官
- テレビ朝日開局60周年記念 5夜連続 ドラマスペシャル 山崎豊子「白い巨塔」（2019年）- レギュラー医局員 役（監督：鶴橋康夫、常廣丈太）
- テレビ東京「最恐映像ノンストップ6」（2018年）- 水野夫 役
- NHK 連続テレビ小説『半分、青い。』第64回（2018年）- 編集者2 役
- テレビ朝日 日曜ワイド「内閣情報調査室　特命調査官・ハト」（2017年）- 記者 役
- NHK 連続テレビ小説『ひよっこ』第86回（2017年）- 劇団員 役
- NHK 教育テレビ『天才ビットくん』（2001年）- 番組専属絵師・マイスターとして、企画回に出演。

### CM
- スカパー！「プロ野球セット」CM アプリ訴求編、オンデマンド編（2019年）（監督：森清和浩）
- 第一三共ヘルスケア「ルルアタックTR」（2018年）（監督：小林大祐）
- イオン銀行「外貨預金」WEB CM（2018年）- 川島海荷さんのマネージャー役（監督：矢吹涼子）
- 会計ソフト「弥生会計」紹介ムービー（2017年）
- 転職サイト「ReferMe(レファミー)」 WEB CM（2017年）（監督：岨手由貴子）

### スチール
- ジョージア「世界は誰かの仕事でできている」（2021年）
- LinkedIn（2019年）

### 舞台
- アマヤドリ『崩れる』＠花まる学習会王子小劇場（2017年）- 針谷役
- アマヤドリ『非常の階段』＠せんだい演劇工房10-BOX、AI・HALL、穂の国とよはし芸術劇場PLAT アートスペース、シアター風姿花伝（2017年）
- アマヤドリ『ロクな死にかた』＠ぽんプラザホール、スタジオ空洞（2017年）- 毬井役
- アマヤドリ『銀髪』＠下北沢 本多劇場（2017年）
- アマヤドリ『月の剥がれる』＠吉祥寺シアター（2016年）- 赤羽舎利佛役
- アマヤドリ『ロクな死にかた』＠スタジオ空洞、シアター風姿花伝、せんだい演劇工房10-BOX、in→dependent theatre 1st（2016年）毬井役
- アマヤドリ『うそつき』＠スタジオ空洞（2015年）板垣役
- アマヤドリ『すばらしい日だ金がいる』＠吉祥寺シアター（2015年）
- リジッター企画『誰がための笛は鳴る』@吉祥寺シアター（2015年）
- アマヤドリ『悪い冗談』@東京芸術劇場シアターイースト（2015年）
- リジッター企画『ミロウのヴィーナス』＠吉祥寺シアター（2014年）- 西の東野役
- リジッター企画『でんでんむしのからのなか』@大塚萬劇場（2013年）
- リジッター企画『あるオト、あるヒカリ、あるカラダ、あるコトバ、あるミライ、そのタもろもろ、の、あるケシキ』@新宿ゴールデン街劇場（2013年）- をとこ役
- team空想笑年『ALICE』＠中野ウエストエンドスタジオ　出演・衣装・美術（2012年）
- リジッター企画『林檎ト大地ノ黙示録』＠中野ザ・ポケット（2012年）

### PV
- Squria 『タイムマシン』（2018年／T MARU監督／自主制作MV) - 彼 役

### 写真
- ホテルオークラ東京写真室 公式WEBサイト 前撮りモデル（2017年）

### 書籍
- NHK 連続テレビ小説「半分、青い ファンブック」（洋泉社MOOK）編集者2役

## 監督作品
- 朗読画巻『蜘蛛の糸 - The Spider’s Thread』原作：芥川龍之介／編集／監督（2020年）
- 『反省会』脚本：渋谷悠（2020年）
- 『幻聴』脚本：渋谷悠（2020年）
- 『カルテ』脚本／監督／編集（2014年）
- 『僕の彼女』脚本／監督／編集（2013年）